# Litsea chinpingensis
Litsea chinpingensis Yen C. Yang & P.H. Huang – gatunek rośliny z rodziny wawrzynowatych (Lauraceae Juss.). Występuje naturalnie w południowych Chinach – w prowincji Junnan. 

## Morfologia
PokrójZimozielone drzewo dorastające do 10–20 m wysokości. Młode pędy są owłosione.
LiścieNaprzemianległe. Mają kształt od lancetowatego do eliptycznego. Mierzą 8–17 cm długości oraz 2,5–4,5 cm szerokości. Są owłosione od spodu. Nasada liścia jest klinowa. Blaszka liściowa jest o krótko spiczastym wierzchołku. Ogonek liściowy jest nagi i dorasta do 10–18 mm długości.
KwiatySą niepozorne, jednopłciowe, zebrane po 4–5 w baldachy, rozwijają się w kątach pędów. Okwiat jest zbudowany z 6 listków o owalnym kształcie i żółtej barwie.
OwoceMają elipsoidalny kształt, osiągają 22 mm długości i 15 mm szerokości, mają czarną barwę.

## Biologia i ekologia
Roślina dwupienna. Rośnie w wilgotnych lasach. Występuje na wysokości od 1500 do 2100 m n.p.m. Owoce dojrzewają od sierpnia do września.